# Cantó de Caudebec-lès-Elbeuf
El cantó de Caudebec-lès-Elbeuf és un cantó francès del departament del Sena Marítim, situat al districte de Rouen. Té sis municipis i el cap és Caudebec-lès-Elbeuf.

## Municipis
- Caudebec-lès-Elbeuf
- Cléon
- Freneuse
- Saint-Pierre-lès-Elbeuf
- Sotteville-sous-le-Val
- Tourville-la-Rivière

## Història
| Data d'elecció                           | Identitat          | Partit | Qualitat |
| ---------------------------------------- | ------------------ | ------ | -------- |
| 1982-1994                                | Alain Rhem         | PS     |          |
| 1994-2004                                | Claude Vochelet    | PS     |          |
| 2004-2008                                | Didier Marie       | PS     |          |
| 2008-2010                                | Guillaume Bachelay | PS     |          |
| 2010-                                    | Nadia Mezrar       | PS     |          |
| les dades anteriors no són pas conegudes |                    |        |          |
|                                          |                    |        |          |

## Demografia
| A partir de 1990: Població sense dobles comptes |